# Otto Schauenburg
Otto Schauenburg, auch  Otto von Schauenburg oder Otto von Schomburg  (* um 1395; † um 1466), war Klosterpropst des Klosters Uetersen und Domherr in Hamburg.

## Leben
Propst Otto Schauenburg war der Nachfolger von Nicolaus Poppe und gehörte zur Familie Schauenburg. Er wird am 19. August 1466 als 1. Zeuge in einer Urkunde des Grafen Otto III. genannt: „Herr Otto Schauenburg, prowest to Utersen un de unseer leven Frauwen Kerken binnen Hamborg“. Als 3. Zeuge wird ein „Alff Schauwenburg de Jünger“ genannt, der ebenfalls zur Familie der Schauenburg gehört. In dieser wird ein Streit mit dem Kloster Harvestehude um dem Bilsener Wald beigelegt. Durch einen Vertrag seines Vorgängers übernimmt er das Patronatsrecht über die St.-Johannes-Kirche in Seester und die alte Nikolaikirche in Elmshorn. Dieses Patronatsrecht wird aber nicht recht anerkannt und es kommt zu recht heftigen Streitigkeiten um die Kirchen, die auch er nicht beilegen kann. Otto Schauenburg verstarb um 1466, sein Nachfolger wurde Johann Schauenburg.